# 浙江邮务管理局旧址
浙江邮务管理局旧址位于中国浙江省杭州市上城区环城东路5-11号（原杭州城站路1-8号），紧靠杭州城站，始建于1925年7月-1927年1月，1950年12月移交给杭州市邮政局使用（原浙江省邮电管理局迁往积善坊巷8号），现为杭州城站邮政支局。
建筑采用英国古典主义建筑风格、砖混结构，外墙面为细粒水刷石粉面和机制红砖墙，原为两层楼屋，1980年-1981年在此基础上加建两层，现为四层，总建筑面积6400平方米。